# Мейер, Константин Игнатьевич
Константи́н Игна́тьевич Ме́йер  (22 апреля (4) мая 1881, Рязань, Российская империя — 20 марта 1965, Москва, РСФСР) — советский ботаник, альголог, профессор МГУ, директор Ботанического сада Московского университета.

## Биография
Родился 22 апреля (4) мая 1881 года в Рязани в семье преподавателя древних языков Рязанской мужской гимназии Игнатия Ивановича Мейера. Среднее образование получил в Рязанской гимназии, которую окончил в 1899 году.
В 1899 году поступил на естественное отделение физико-математического факультета Московского университета, где избрал в качестве специализации морфологию и систематику низших растений, занимаясь под руководством И. Н. Горожанкина и В. М. Арнольди. В 1903 году, после окончания университета, оставлен при кафедре для подготовки к профессорскому званию. В 1905 году перешёл в лабораторию Ботанического сада, где, не оставляя альгологической работы, приступил к исследованиям в области эмбриологии высших растений, особое внимание уделяя изучению истории развития спорофита печеночных мхов с точки зрения её филогенетического значения. Данное исследование легло в основу его магистерской диссертации, опубликованной в 1916 году (защита магистерской диссертации состоялась в 1917 году).
Педагогическую деятельность начал в 1906 году, заняв должность ассистента по кафедре ботаники на высших женских курсах, где преподавал до 1929 года (уже во 2-м МГУ). С 1913 года занимал должность сверхштатного ассистента (с 1918 года — профессора) Московского университета. После кончины профессора С. И. Ростовцева, в 1917 году был избран профессором Петровской сельскохозяйственной академии, продолжая преподавать в университете. В 1935 году по совокупности работ ему присвоено звание доктора биологических наук.
В 1929—1963 годах К. И. Мейер — заведующий кафедрой высших растений МГУ. Стараясь сохранить традиции кафедры, К. И. Мейер в то же время создал условия для появления и развития новых перспективных направлений и школ. Среди его учеников — В. А. Поддубная-Арнольди, П. А. Баранов, Р. П. Барыкина, В. Н. Тихомиров, Б. М. Козо-Полянский, И. Д. Романов, Э. А. Штина.
Также, с 1937 года он был замдиректора, а в 1940—1947 годах исполнял обязанности директора ботанического сада МГУ. В годы войны в лаборатории сада продолжались фундаментальные и практические исследования, в том числе по повышению урожайности пищевых растений.
Умер в Москве 20 марта 1965 года в возрасте 83 лет.

## Основные работы
Труды посвящены систематике и филогении зеленых водорослей, альгофлоре различных бассейнов, эмбриологии архегониальных растений.
- Очерк зелёных водорослей округи города Рязани. 1903. Москва.
- История развития Sphaeroplea annulina. 1904. Москва (дипломная работа)
- Происхождение наземной растительности. — М., 1922. — 76 с.
- Курс морфологии и систематики высших растений Ч.1 Bryophyta. — Л., 1924. — 200 с.
- Практический курс морфологии и систематики высших растений — М., Л. 1925. — 236 с.
- Размножение растений. — М., 1937. — 281 с.
- Голенкин М. И., Курсанов Л. И., Алехин В.В, Мейер К. И. Курс ботаники. — М., 1940. — Т. 2. — 376 с.
- Морфология и систематика высших растений Ч.1 Архегониальные растения. — М., 1947. — 328 с.
- Водоросли // Определитель низших растений. Т.1. — М., 1953. — С.225-256.
- Морфогения высших растений. — М., 1958. — 255 с.

## Награды
- Награждён орденом Ленина, орденом Трудового Красного Знамени и медалями.

## Память
В честь учёного был назван:
- Мейеровский проезд (в 1922—1974 годах) в Москве.